# Hôtel de Puymaurin
L'hôtel Labat de Mourlens, dit aussi hôtel de Puymaurin est un hôtel particulier situé au no 34 de la rue du Languedoc à Toulouse. Ce monument fait l’objet d’une inscription au titre des monuments historiques depuis le 21 octobre 1925.
Avant que la rue du Languedoc prenne ce nom, son adresse était au no 30 de la rue du Vieux-Raisin. Reconstruit au XVIIe siècle, il fut remanié et séparé des vestiges de l'hôtel d'Aussargues qu'il englobait lors du percement de la rue Théodore-Ozenne en 1900. Différentes familles le possédèrent : les Dahus, Tournoer, Toupignon, Saint-Laurent. Jean-Pierre Labat de Mourlens, qui le fit transformer en 1770, a donné l'occasion aux archéologues et au Syndicat d'initiative de lui donner son nom. La famille de Puymaurin l'ayant par la suite possédé, on lui fait parfois porter ce nom. Jean-Pierre Labat de Mourlens était né à Lafitte-Vigordane (Haute-Garonne) le 1er juin 1725. Il succéda le 10 mai 1760 dans l'office de Conseiller en Parlement, à son oncle Jean-François de Saint-Laurent. Malgré une évidente conduite de "bon civisme" reconnue jusqu'à la Convention, il n'échappa pas à la guillotine et fut exécuté le 6 juillet 1794.
La façade principale et son portail date du XVIIe siècle, dans la cour une façade de style néo-Renaissance surmontée d'un oriel a été plaquée au XIXe siècle sur l'élévation existante.

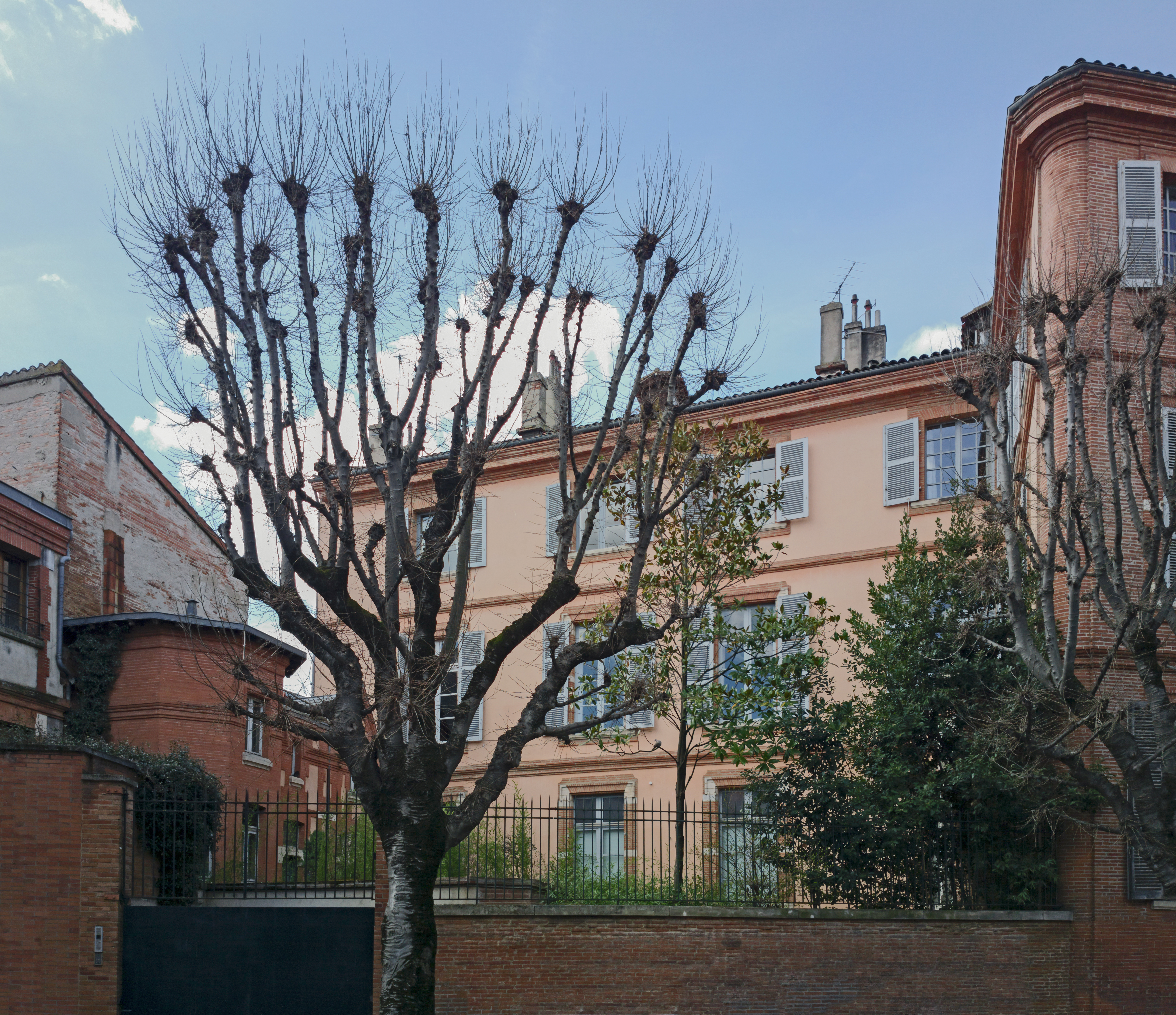
Façade rue Ozenne.
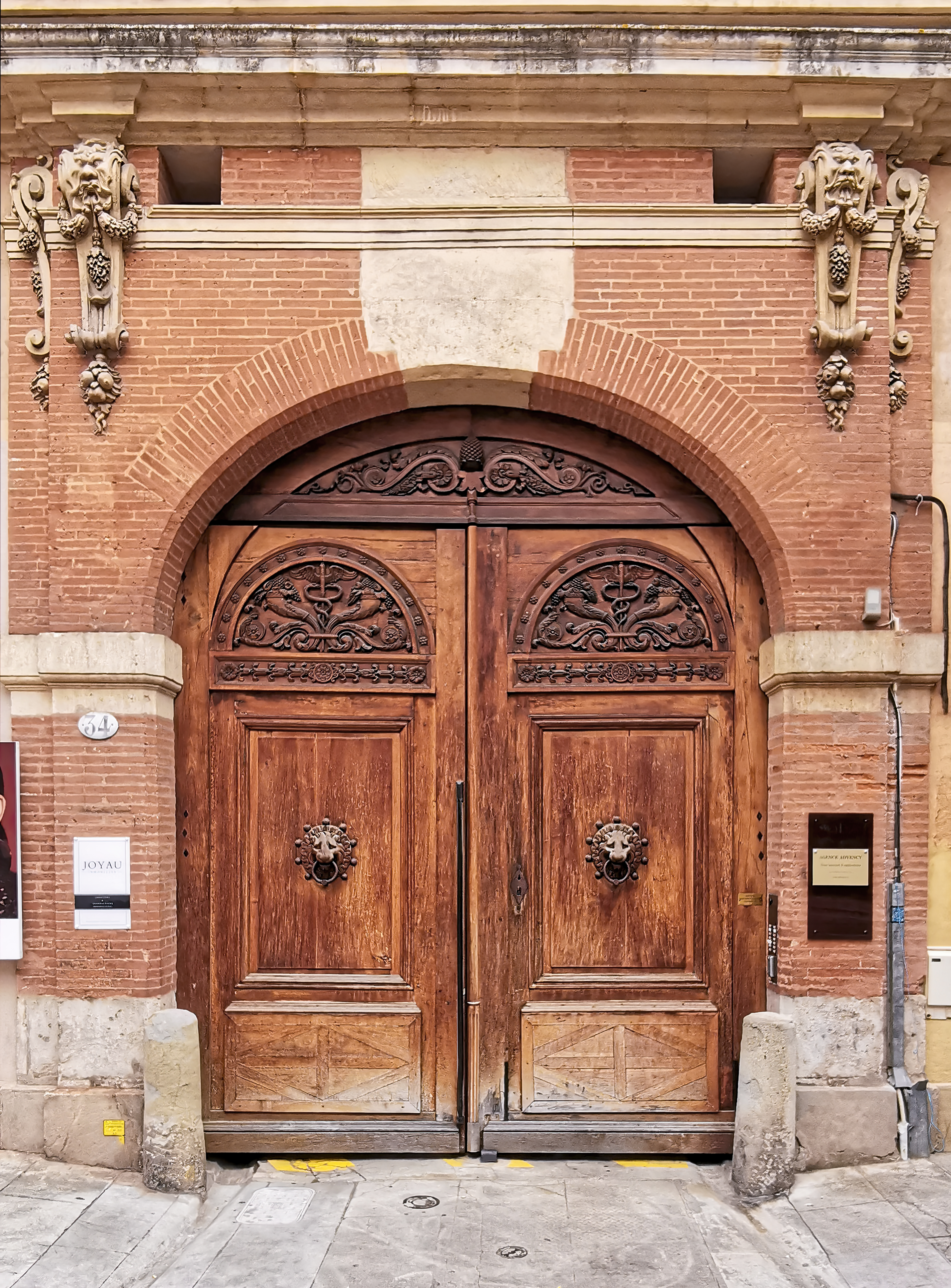
Portail du XVIIe siècle.
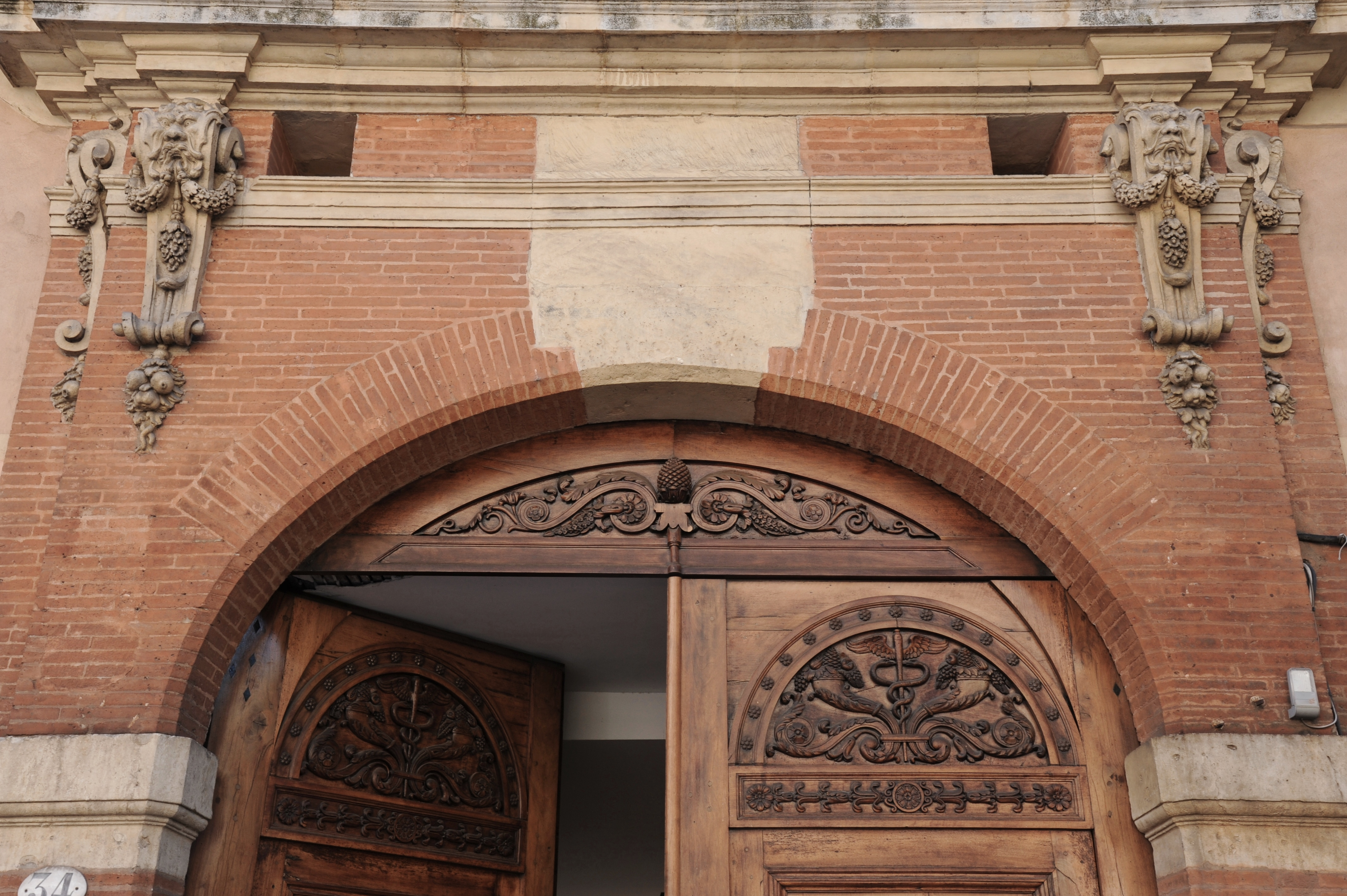
Détail du portail.
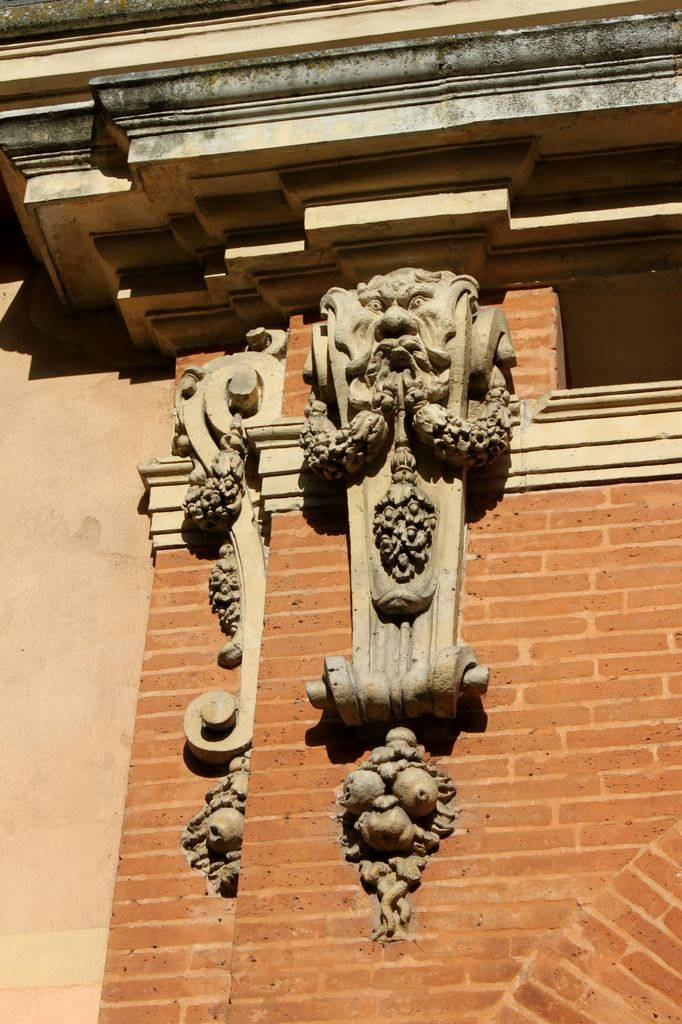
Détail.
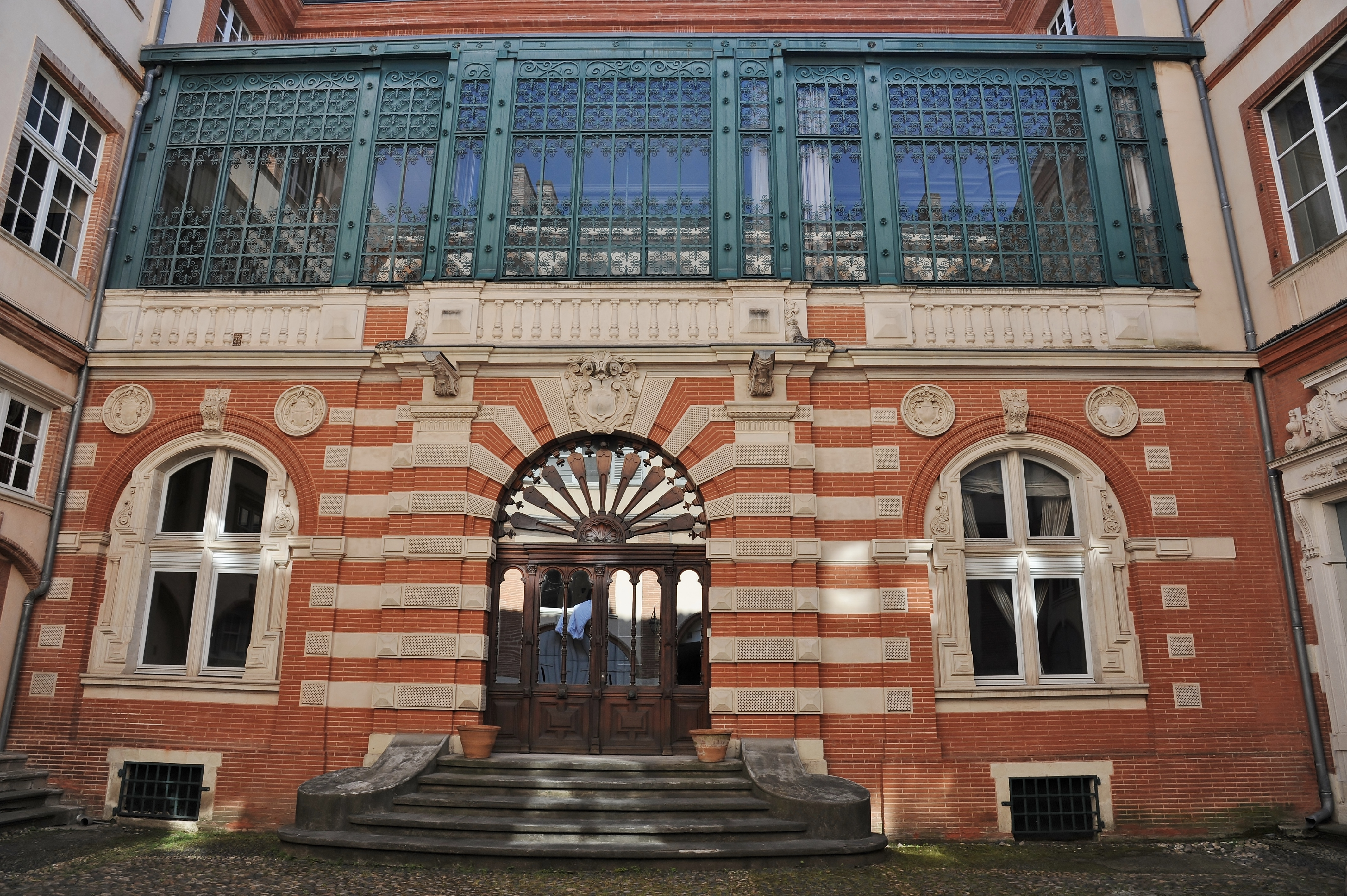
Façade sur la cour intérieure, XIXe siècle.
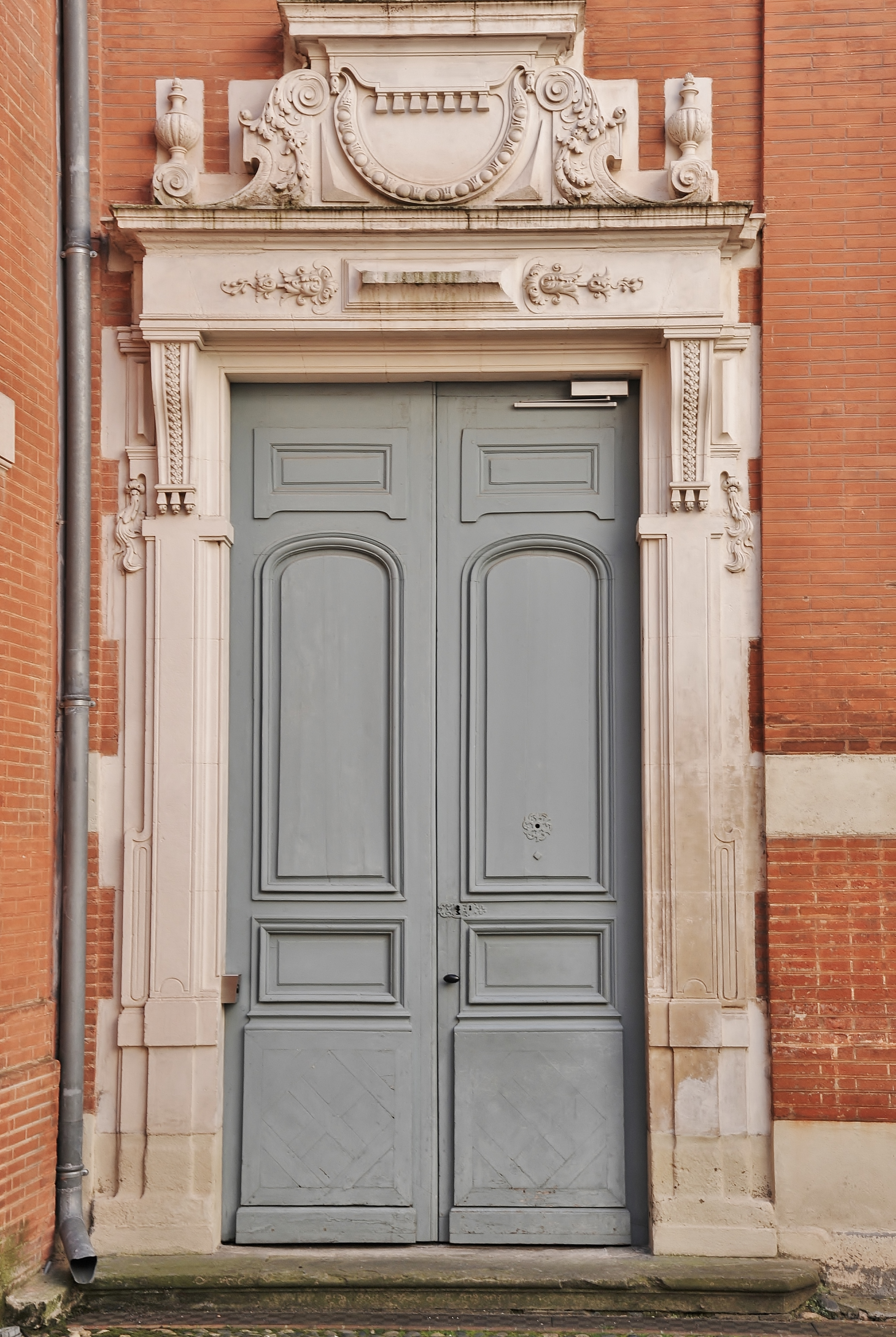
Porte de la cour intérieure, XIXe siècle.